# Анетівка
Ане́тівка — село в Україні, у Прибузькій сільській громаді Вознесенського району Миколаївської області. Населення становить 191 осіб. Орган місцевого самоврядування — Прибузька сільська рада.

## Населення

### Мова
Розподіл населення за рідною мовою за даними перепису 2001 року:
| Мова       | Кількість | Відсоток |
| ---------- | --------- | -------- |
| українська | 181       | 94.76%   |
| румунська  | 7         | 3.67%    |
| білоруська | 2         | 1.05%    |
| російська  | 1         | 0.52%    |
| Усього     | 191       | 100%     |